# Damiano Vero
Damiano Vero este un personaj al romanului Manuscrisul Anonim, scris de Debra Ginsberg în 2007. 
Acesta este prezentat ca fiind un fost dependent de droguri, ajuns în America, unde se vindecă. Pe parcursul acțiunii, Damiano a avut o relație cu Angel Robinson, cu care s-a căsătorit ulterior.